# Subartu

Der Nahe Osten im 3. Jahrtausend v. Chr. mit Subartu nördlich von Akkad.

Das Land Subartu (sumerisch KUR SU.BIR4KI; akkadisch Šubartum/Subartum; assyrisch mâtŠubarri) lag nördlich von Babylonien am Tigris.

## Bezeichnung
Die Bezeichnung Šubartu findet sich auch in den Amarna-Briefen und als Šbr in Ugarit. Nur einmal (BM 121057, 123532A) findet sich in assyrischen Inschriften die Schreibung  mâtsu-bar-te. Millard wertet dies als Beleg für babylonischen Einfluss und will die Tafel in die Regierungszeit von Tukulti-Ninurta I. oder Tiglat-pileser I. setzen.
Die Sprache von Subartu wird auf akkadisch als SuKI/SU.BIR4AKI (aus Šubartu) bezeichnet.
Seit dem Ende der neuassyrischen Zeit und besonders in neubabylonischer Zeit wird Šubartu auch als Bezeichnung für Assyrien verwendet (Inschriften von Nabupolassar, Nebukadnezar II. und Nabonid). Noch in der Regierungszeit von Kambyses II. werden šubaräische und kimmerische Gefangene erwähnt.

## Geschichte
Bereits Sargon von Akkad soll gegen Šubir zu Felde gezogen sein, was, da auch Kampagnen gegen Simurru am Kleinen Zab belegt sind, nicht völlig auszuschließen ist. Naram-Sin behauptet gar, seine Herrschaft bis Šubartu und den Zedernwald (Amanusgebirge) ausgedehnt zu haben. Išbi-Īrra, König von Isin rühmt sich seiner Siege gegen Šubartu und Elam.
Šubaräische Namen sind in Babylon seit der Ur-III-Zeit (Šu-Sîn) belegt, was Gernot Wilhelm auf Sklavenhandel zurückführt. Unter Ammidatana und Ammiṣaduqua werden eine Reihe subaräischer Sklaven erwähnt, frühere Belege sind spärlich (einer aus der Regierungszeit von Rim-Sin, zwei aus der von Šamšu-iluna).
Hammurabi von Babylon meldet in seinem 30. Regierungsjahr einen Sieg über Šubartum und seine Könige. Aus seiner Zeit werden auch šubaräische Sklaven erwähnt. In kassitischer Zeit führte Kurigalzu II. Krieg gegen Šubartum.
Als erster assyrischer König soll Aššur-uballit (nach Inschriften von Adad-nîrāri I.) Siege gegen die Šubaräer gewonnen haben. Tukulti-Ninurta I. nennt sich dann Eroberer des ausgedehnten Šubaru und der Guti-Länder, Assurhaddon König der Länder von Šubartu, Guti und Hatti.

## Forschungsgeschichte
Der Ausdruck Subartu wurde zuerst 1891 durch P. Jensen verwendet. Arthur Ungnad interpretierte ihn als erster als Völker- bzw. Landesname und nahm an, dass die Mitanni aus Subartu stammten und frühe Hethiter waren. Seit 1900 entwickelte er seine Pan-Subaräische Theorie, nach der Subaräer nicht nur die Gründer des assyrischen Reiches waren, sondern im gesamten Gebiet zwischen Anatolien und Ägypten gelebt hatten. 
In einem Buch von 1936 legte er die These vor, dass die Subaräer die Urbevölkerung des Gebietes zwischen dem Mittelmeer und Persien, Armenien und Mesopotamien waren. Sie seien, wie er den Reliefs von Tell Halaf entnahm brachycephal und in ihrer Frühzeit die Schöpfer der bemalten Halaf-Keramik (Buntkeramik), später der hethitischen Hieroglypheninschriften gewesen. Ihr Zentrum nahm Ungnad am oberen Chabur an.
Ephraim Avigdor Speiser, Benno Landsberger und Cyril John Gadd wollten Subartu und Hurri (Hurriter) gleichsetzen.

## Städte in Šubaru
- Arinu
- Šasili
- Turḫu
- Ubumme
- Zaduri

## Religion
Als Götter von Subartu werden genannt:
- Teššub
- Šauška
- Zizānu
- Parsi
- Nawarsi
- Lahuratil, der auch aus Elam bekannt ist